# Abdellatief Abouheif
Abdellatief Abouheif (in arabo عبد اللطيف أبوهيف‎?; Alessandria d'Egitto, 30 settembre 1929 – 22 aprile 2008) è stato un nuotatore egiziano.

## Biografia
Nato in una famiglia numerosa (era l'ottavo dei quindici figli) studiò all'Eton College e poi frequentò l'accademia militare di Sandhurst in Inghilterra. Tornato in Egitto diventò colonnello. Sposò una cantante lirica greca.
Fu campione di maratona di nuoto dal 1953 al 1972, gareggiò in oltre 68 gare internazionali, riuscì a nuotare per 60 miglia nel lago Michigan in 34 ore e 45 minuti. Morì nel 2008.

## Riconoscimenti
- International Swimming Hall of Fame, 1998